# 劉景泉
刘景泉（英語：Liu Ching Chuan，？—2015年），前中華民國空軍少將、新加坡共和國空軍參謀長（Director Air Staff），馬來西亞華人、客家人，原籍马来西亚霹靂州怡保市。中華民國空軍軍官學校第23期毕业，曾任中华民国空军第四联队中队长、联队长。1977-1980年領導新加坡空軍，任參謀長。刘景泉来新加坡前先在台湾办理退役手续。他与新加坡三年的合约期满后未再续约，返回台湾。
刘景泉曾经在海峡空战记录中，有过击落过三架共军米格机的辉煌战绩，是空军英雄。曾在一次空战中，驾驶的战机中弹，在中弹受伤，流血不止的情况下，昏迷中跳伞掉落在澎湖岛海面被救起。

## 海峽巡邏
1958年7月29日中午10點50分，空軍第1大隊的四架F-84G正在台南空軍基地36號跑道頭待命起飛，他們的任務是執行金門與汕頭附近的偵巡任務。
擔任長機的是劉景泉少校，他曾在空軍炸射比賽中得過空靶冠軍，也曾在1956年4月14日擊落過一架MiG15型敵機，是空軍中相當傑出的人才。